# Ōmura Yoshiaki
En aquest nom japonès, el cognom és Ōmura.
Ōmura Yoshiaki (大村 喜 前, 1568-1615) va ser un dàimio del període Azuchi-Momoyama i del començament del període Edo de la història del Japó.
Yoshiaki va ser fill d'Ōmura Sumita, el primer dàimio convertit al catolicisme. Yoshiaki va participar durant les invasions japoneses de Corea promogudes per Toyotomi Hideyoshi sota el comandament de Konishi Yukinaga.
Durant la batalla de Sekigahara va lluitar en el bàndol d'Ishida Mitsunari, que s'oposava a Tokugawa Ieyasu. Després de la derrota en aquesta batalla, el feu li va ser pres.